# تشلسي ليو
تشلسي ليو (بالإنجليزية: Chelsea Liu)‏ هي متزلجة فنية أمريكية، ولدت في 31 ديسمبر 1999 في مارشال في الولايات المتحدة.

## وصلات خارجية
- تشلسي ليو على موقع الاتحاد الدولي للتزلج (الإنجليزية)
- تشلسي ليو على موقع الاتحاد الدولي للتزلج (الإنجليزية)
- تشلسي ليو على موقع الاتحاد الدولي للتزلج (الإنجليزية)
- تشلسي ليو على موقع الاتحاد الدولي للتزلج (الإنجليزية)